# 천마스크

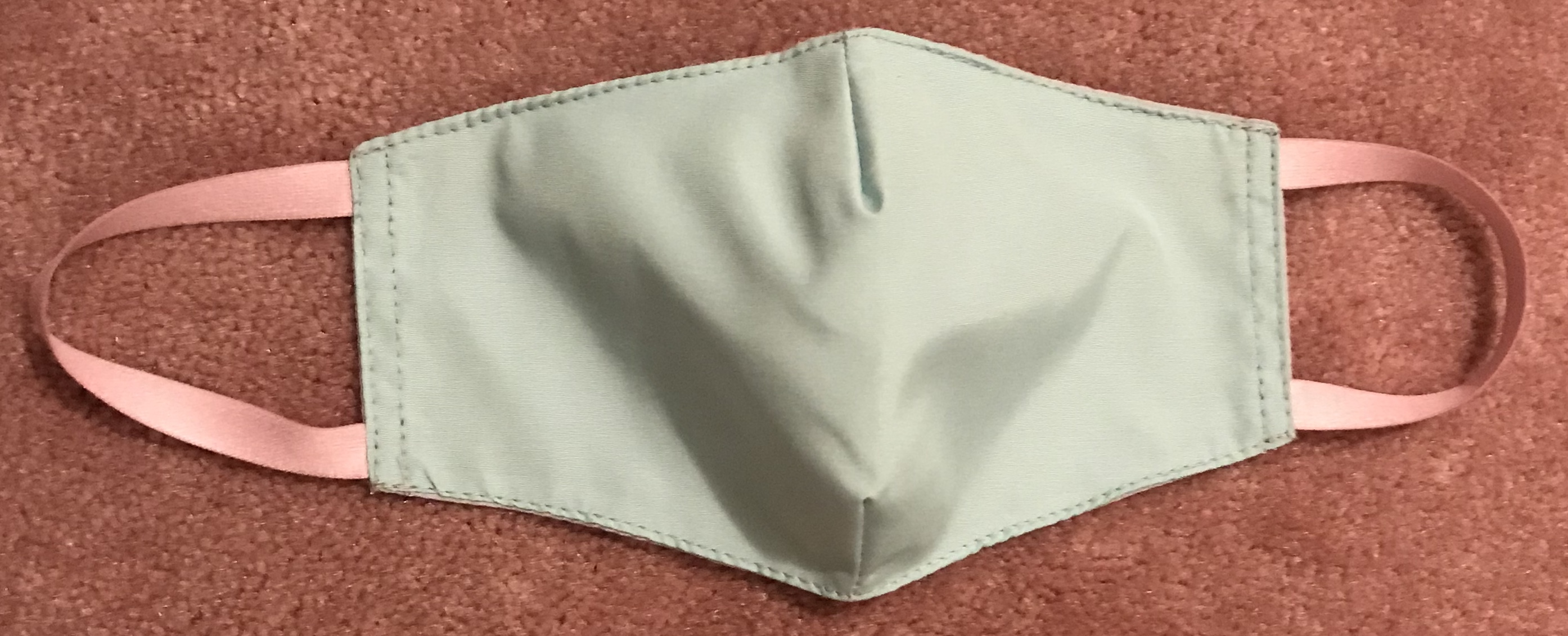
폴리에스테르 85%, 면 15% 두 겹 구조로 제작한 천마스크

천마스크(천mask)는 주로 면과 같은 직물로 만들어 코와 입을 덮어 착용하는 마스크이다. 보다 효과적인 마스크를 사용할 수 없고, 사회적 거리두기가 불가능한 경우, 공중 보건 기관에서는 유행병 상황에서 감염된 착용자의 호흡과 기침, 재채기에 포함된 바이러스가 들어간 비말로부터 다른 사람을 보호하기 위한 질병의 "원천 통제"를 목적으로 천마스크를 권장한다. 바이러스로부터 착용자를 보호하는 데는 N95 마스크, 수술용 마스크, 사회적 거리두기보다 효과가 떨어지기 때문에 공중 보건 기관에서는 개인 보호 장비로 취급하지 않는다. 일반 대중은 감염성 질병과 미세먼지 대기 오염에 대한 보호 수단으로 가정과 지역 사회 환경에서 천마스크를 사용한다.
천마스크는 19세기 후반부터 20세기 중반까지 의료 종사자들이 일상적으로 사용하였다. 1960년대부터 선진국에서는 현대 수술용 마스크를 선호하게 되어 더 이상 사용하지 않게 되었지만 개발도상국에서는 사용을 지속하였다. 코로나19 범유행 기간동안 수술용 마스크와 호흡용 보호구 부족, 환경 문제와 실용성 등의 문제로 인하여 선진국에서도 다시 천마스크를 착용하는 경우가 늘었다.

## 사용
코로나19 범유행 이전에는 재사용이 가능한 천마스크를 개발도상국의 의료 종사자들이 주로 사용하였으며, 특히 아시아 개도국에서 사용이 잦았다. 천마스크는 수술용 마스크 및 N95 마스크같은 호흡용 보호구와는 대조적인데, N95 마스크의 경우 멜트 블로잉 공정으로 형성된 부직포로 만들어지며, 여과되는 최소 입자 크기와 최대 투과 입자의 효율성에 기초하여 그 효과가 규제되며, 외부 비산/비말 보호와 내부 비산/비말 흡수, 오염물질 누적 및 제거, 공기 흐름, 연소성과 같은 다른 기준도 적용된다. 수술용 마스크 및 호흡용 보호구와 달리, 천마스크는 얼굴 주위를 밀착시키지 않으며, 2019년 코로나19 발생 이전에는 기관 등지에서 서브HEPA 입자 크기의 인플루엔자 유사 질병에 대한 보호구로 승인받지 못하는 것이 일반적이었다.
의료 환경에서 천마스크는 호흡기 비말을 통한 질병 전파를 줄이기 위한 원천 통제의 목적으로 감염된 환자가 착용하며, 의료 종사자의 경우 수술용 마스크와 호흡용 보호구를 사용할 수 없는 상황에서 사용한다. 의료 종사자에게는 수술용 마스크와 호흡용 보호구가 모두 소진된 경우에 최후의 수단으로 천마스크를 사용할 것을 권장한다. 이밖에도 천마스크는 일반 대중이 가정과 지역 사회 환경에서 감염성 질병과 미세먼지 대기 오염으로부터 신체를 보호하고 착용자가 발산하는 바이러스가 포함된 비말을 차단하기 위해 착용하기도 한다.
여러 종류의 천마스크가 상업적으로 판매, 구입되고 있으며, 특히 아시아 지역에서 두드러진다. 반다나, 티셔츠, 손수건, 스카프, 수건 등을 이용하여 집에서 직접 즉석으로 마스크를 만들 수도 있다.

## 권장사항

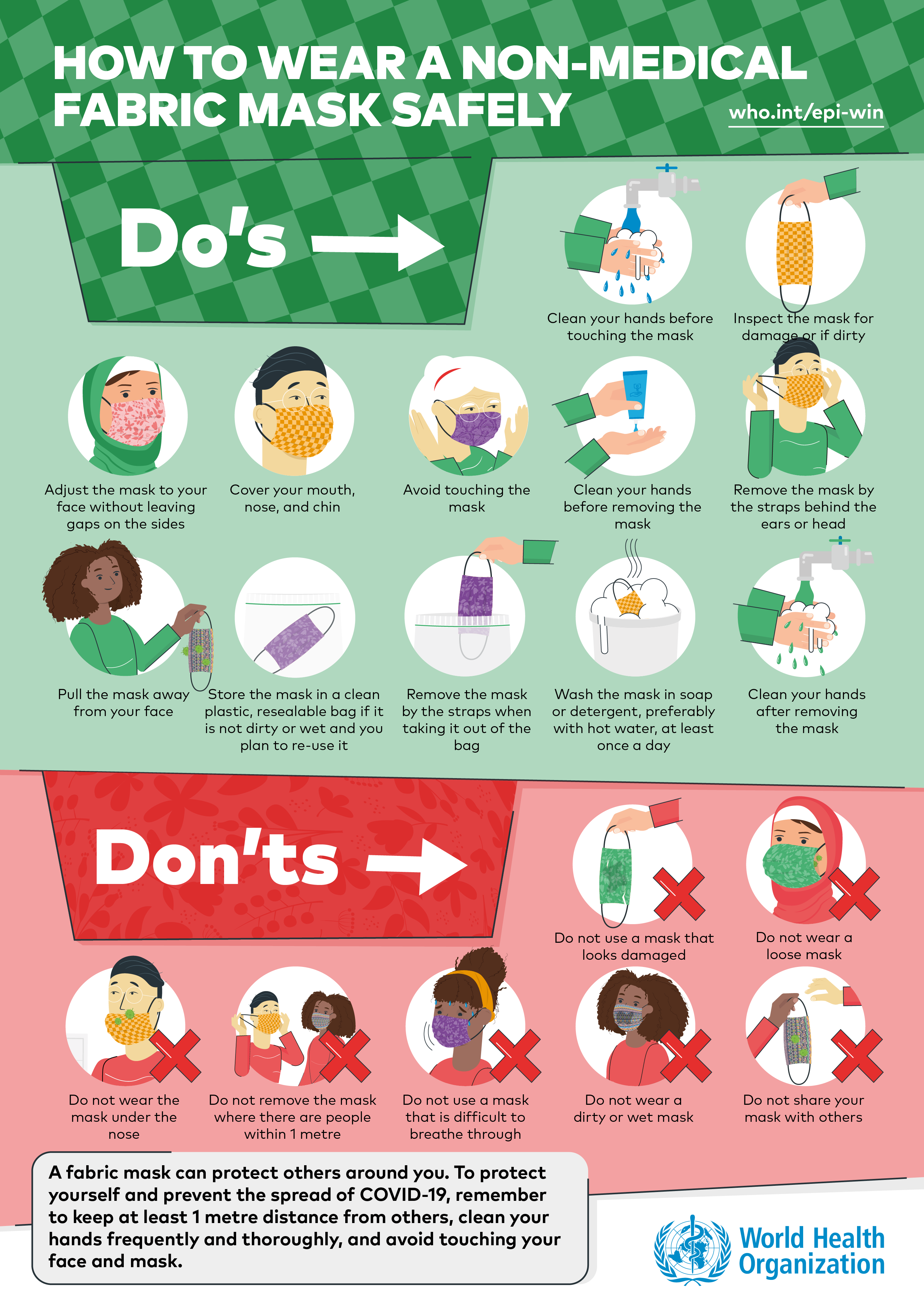
코로나19 확산을 방지하기 위해 천마스크를 착용할 때 해야 할 것과 하지 말아야 할 것을 보여주는 세계보건기구의 인포그래픽

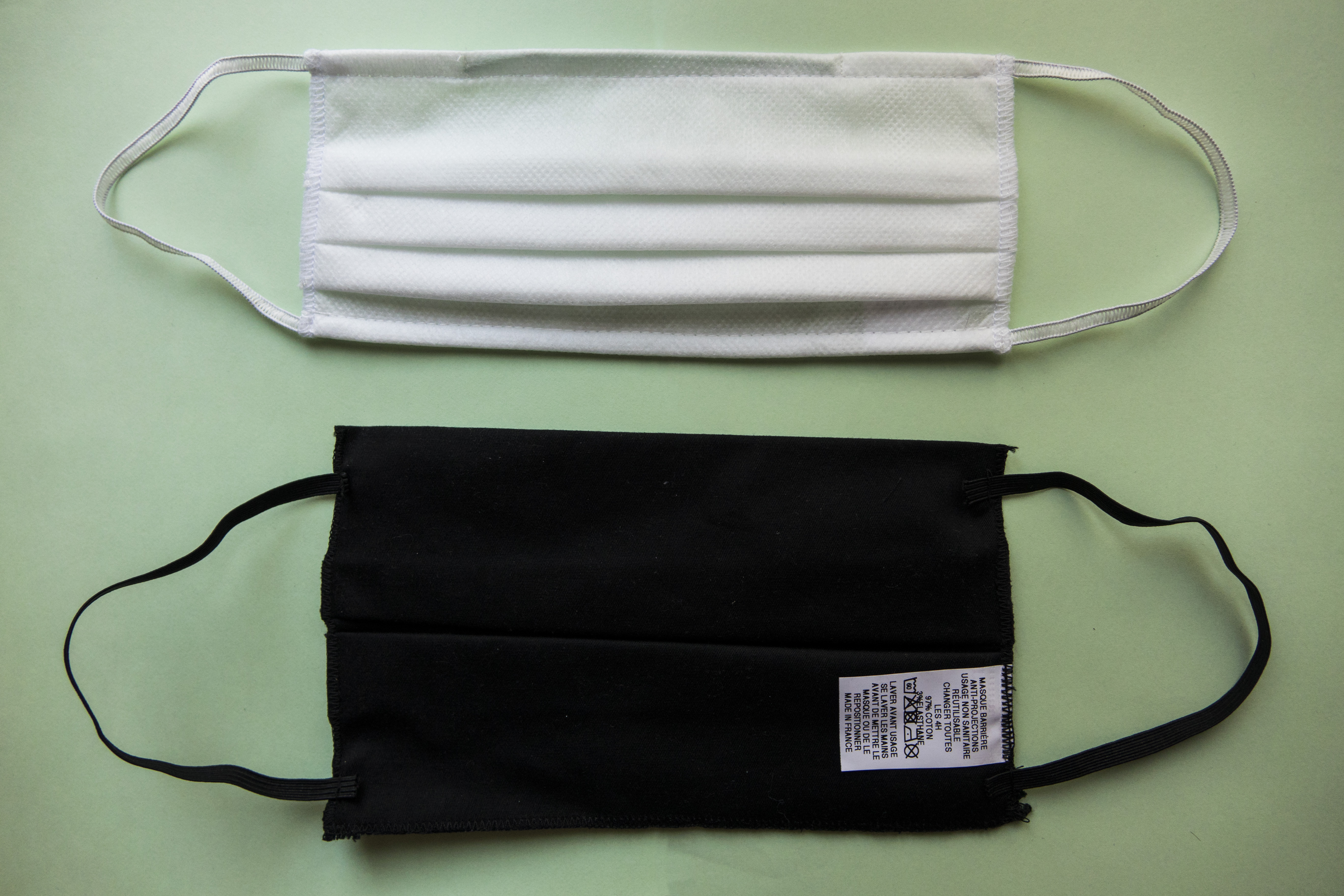
AFNOR에서 인증한 두 개의 프랑스 천마스크. 흰색 마스크는 폴리프로필렌, 검은색 마스크는 면으로 제작

세계보건기구(WHO)는 코로나19 확산을 막기 위해 사회적 거리두기가 불가능한 공공장소에서는 천마스크를 착용할 것을 권고하였다. 천마스크 착용은 전염 위험을 줄이는 데 사용할 수 있는 다양한 도구 중 하나에 불과하다. 미국 질병통제예방센터, 존스 홉킨스 의과대학, 메이오 클리닉, 클리블랜드 클리닉 모두 이 권고에 동의한다. 또한 세계보건기구는 60세 이상이거나 기저질환 위험이 있는 사람은 더 많은 보호가 필요하며 지역사회 감염 지역에서는 의료용 마스크를 착용해야 한다고 권고하였다.
세계보건기구는 최소 세 겹의 서로 다른 재료로 된 마스크를 사용할 것을 권장한다. 또한 두 개의 부직포 폴리프로필렌 층도 적절한 여과와 통기성을 제공하는 것으로 알려져 있다. 천마스크를 제작할 때는 재료의 여과 효율과 통기성이라는 두 가지 매개변수를 고려하여야 한다. "Q"라고 알려진 필터 품질 계수는 일반적으로 통합 필터 품질 지표로 사용된다. 이는 여과 효율과 통기성의 상관 관계로, 값이 높을수록 성능이 더 우수함을 나타낸다. 전문가들은 Q-계수 3 이상을 권장한다.
천과 천마스크의 여과 특성에 대한 동료 평가 요약에서는 추가 연구가 진행되는 동안 최소 100 스레드 카운트의 평직면이나 플란넬 두겹에서 네겹의 천마스크가 가장 효과적임을 입증하였다고 결론지었다. 이 평가에 대한 일반 언어 요약도 읽어볼 수 있다.
| 소재(재료)                 | 구조   | 초기 여과 효율(%) | 초기 압력 강하(Pa) | 필터 품질 계수, Q(kPa -1 ) |
| -------------------------- | ------ | ----------------- | ------------------ | -------------------------- |
| 폴리프로필렌(심 재료)      | 부직포 | 6                 | 1.6                | 16.9                       |
| 면(스웨터)                 | 편물   | 26                | 17                 | 7.6                        |
| 면(티셔츠)                 | 편물   | 21                | 14.5               | 7.4                        |
| 폴리에스터(유아용 싸는 천) | 직물   | 17                | 12.3               | 6.8                        |
| 면(티셔츠)                 | 편물   | 5                 | 4.5                | 5.4                        |
| 셀룰로스(휴지)             | 접착   | 20                | 19                 | 5.1                        |
| 셀룰로오스(종이 타월)      | 접착   | 10                | 11                 | 4.3                        |
| 실크(냅킨)                 | 편물   | 4                 | 7.3                | 2.8                        |
| 면(손수건)                 | 편물   | 1.1               | 9.8                | 0.48                       |
| 면, 거즈                   | 편물   | 0.7               | 6.5                | 0.47                       |
| 나일론(운동 팬츠)          | 편물   | 23                | 244                | 0.4                        |

## 유효성
천마스크는 착용자의 호흡기 비말로 발생하는 질병 전파를 줄이기 위한 원천 통제에 사용할 수 있지만, 일반적으로 필터 효율이 매우 낮기 때문에 개인 보호 장비로 취급하지 않는다. 직접 제작한 천 마스크에 대한 기준이나 규정은 없다.
2015년 기준 재사용 가능한 천마스크 사용에 대한 무작위 임상 시험이나 지침은 없다. 대부분의 연구는 일회용 수술용 마스크가 보급되기 전인 20세기 초에 수행되었다. 2010년 한 연구에 따르면 20-1000 nm 범위 입자 중 40-90%가 천마스크를 비롯해 기타 직물 소재에 침투하는 것으로 나타났다. 천마스크의 성능은 직물의 형태, 적합성, 천의 종류, 촘촘함과 몇 겹이냐에 따라 크게 달라진다. 2006년 기준, 미국 식품의약국에서 수술용 마스크로 사용할 수 있도록 승인받은 천마스크는 없다. 의료 종사자를 대상으로 한 베트남의 연구에서는 천마스크와 의료용 마스크를 착용한 피실험자들의 인플루엔자 유사 질병 결과를 비교하였다. 연구에서는 천마스크가 고위험 임상 환경에서 전염을 예방하는 데 효과적이지 않다고 결론지었다. 천마스크는 임상 환경에서는 권장되지 않지만, 체계적인 검토에 따르면 공공 환경에서 질병 전파를 줄이는 데 여전히 중요한 역할을 할 수 있다.
일반 대중이 착용하는 마스크의 주요한 역할은 "이미 감염된 사람들이 주변 공기에 바이러스를 전파하는 것을 막는 것"이다. 이것은 코로나19 범유행 상황에서 특히 중요한데, 조용한 전파가 이 바이러스의 빠른 확산의 핵심적인 특징으로 보이기 때문이다. 예를 들어, 다이아몬드 프린세스 유람선에 탑승한 승객 중 634명이 바이러스에 감염된 것으로 확인되었는데, 이 중 52%는 검사 당시 증상이 없었으며, 그 중 18%는 이후에도 증상이 발현하지 않았다. 마스크 착용자가 손 씻기 및 사회적 거리두기와 같은 다른 위생 조치를 취할 가능성이 더 높다는 것을 유념하는 것이 중요하다. 스위스 치즈 모델의 특징처럼 위험을 줄이기 위해 여러 예방 기법을 구현하는 것이 모범 사례이다.
마스크를 쓰지 않은 지원자의 박테리아 회수를 비교할 때 모슬린과 플란넬로 만든 마스크는 한천 침전 평판에서 박테리아 회수가 99% 감소하였고, 전체 부유 미생물은 99% 감소, 에어로졸에서 박테리아 회수(<4 µm)는 88%에서 99% 감소하였다. 1975년에는 의료용 마스크 네 개와 상업적으로 생산된 재사용 가능한 면 모슬린 네 겹 마스크 1개를 비교하였다. 박테리아 수치로 평가한 여과 효율은 의료용 마스크의 경우 96~99%, 천마스크의 경우 99%였다. 에어로졸(<3.3 μm)의 경우는 각각 72%~89%, 89%였다.
2013년 영국의 공공보건국이 실시한 실험에 따르면 상업적으로 제조한 수술용 마스크가 참가자가 기침으로 배출한 공기 중 바이러스 입자 90%를 걸러냈고, 진공 청소기 주머니는 86%, 마른 행주는 72%, 면티셔츠는 51%를 차단하였다. 직접 만든 마스크는 어떤 것이든 알맞게 착용하고 입과 코 주위를 잘 밀착하는 것이 중요하다. 일반적인 직물들로 마스크를 만드는 것이 적합한 지에 대한 테스트가 있었다. 여러 겹으로 제작, 높은 직조 밀도, 다양한 유형의 직물 혼합으로 필터의 효율을 향상시킬 수 있다. 면은 가장 일반적으로 사용되는 재료이며, 필터 효율은 면실크, 면시폰, 면플란넬 같은 직물 조합으로 300 nm 미만의 입자에 대해 >80%에 달할 수 있다. 가장 보호적인 천마스크는 착용자의 호흡과 소수성 외부 층(예: 폴리에스터)의 수분을 흡수하기 위해 최소한 세 겹의 친수성 내부 층(예: 면)이 필요하다. 마스크는 사용 후에 매번 세척하여야 한다. 세탁하거나 따뜻한 물에 직접 손세탁한 뒤 고온에 건조시킬 수 있다.

## 역사
로마 시대에 대 플리니우스는 광부가 납 산화물을 흡입하는 것을 막고자 동물 방광을 사용할 것을 권고하였다. 기원전 500년경 인도에서 시작된 자이나교의 일부 신도들은 아힘사 수련의 일환으로 실수로 곤충을 흡입하는 것을 피하고자 천마스크를 착용한다. 16세기에 레오나르도 다 빈치는 화학전의 독성 물질로부터 보호하기 위해 젖은 천을 사용하라고 조언하였다. 근대 초기 흑사병 의사 복장에는 감염성 미아즈마로부터 착용자를 보호하기 위한 부리가 달린 안면 마스크가 있었다.
미국 서부의 전통적인 카우보이 복장에는 종종 반다나가 포함되는데, 먼지로부터 얼굴을 보호할 뿐만 아니라 정체를 숨길 수 있는 수단으로도 사용할 수 있었다.
1890년 윌리엄 스튜어트 할스테드는 고무 장갑과 수술용 마스크를 처음 사용하였고, 폴 베르제와 얀 미쿨리크츠-라데키와 같은 일부 유럽 외과 의사도 일찍이 면장갑과 마스크를 착용하였다. 이 마스크는 제1차 세계 대전과 1918년 스페인 독감 범유행 후로 일반화되었다. 1910-11년 만주 폐렴 페스트 발병으로 우롄더가 천마스크를 홍보하였지만, 서양의 의료진은 질병 확산의 차단 효과를 의심하였다.
천마스크는 1960년대 부직포로 만든 현대적인 수술용 마스크로 대대적으로 대체되었으나, 개발도상국의 경우 계속해서 천마스크를 사용하는 일이 잦다. 천마스크는 2002-2004년 사스 유행 동안 아시아에서 사용되었고, 2013-2016년 에볼라 유행 동안에는 서아프리카에서 사용되었다.

### 코로나19 범유행

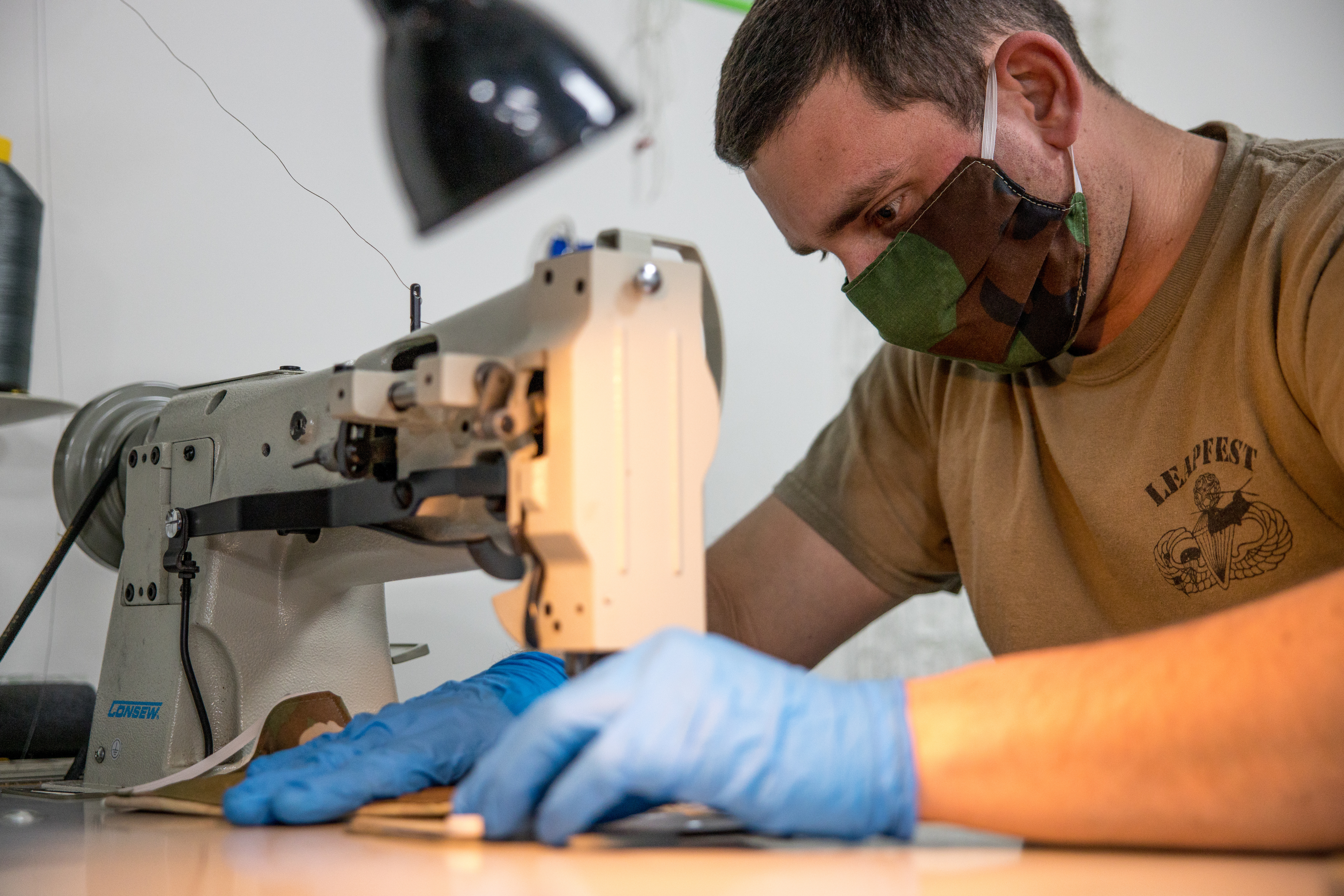
2020년 4월 6일 코로나19 범유행 동안 안면 마스크를 꿰매고 있는 로드아일랜드주 방위군

코로나19 범유행 동안 대부분의 국가에서는 바이러스 확산을 줄이기 위해 천마스크 사용을 권고하였다.

2020년 6월 5일, WHO는 안면 마스크에 대한 권고를 변경하여, 일반 대중이 코로나19 전염 위험이 광범위하게 존재하고 사회적 거리두기가 불가능한 곳(예: "대중 교통, 상점 또는 기타 좁거나 혼잡한 환경")에서 천마스크를 착용해야 한다고 권장하였다. 2020년 출판 전 문헌을 종합하면 "마스크 착용이 실험실 및 임상 상황 모두에서 감염된 비말의 전파를 줄임으로써 접촉당 전염성을 감소시키는 것으로 나타났음이 충분히 입증되었다. 공공 마스크를 착용하는 것에 대한 높은 순응도가 바이러스 확산을 막는 데 가장 효과적이다."